# یواس‌اس ژنرال گیتس (۱۷۶۴)
یواس‌اس ژنرال گیتس (۱۷۶۴) (به انگلیسی: USS General Gates (1764)) یک کشتی بود. این کشتی در سال ۱۷۶۴ ساخته شد.